# İsmet Atlı
İsmet Atlı (ur. w 1931 w Çukurören, zm. 4 kwietnia 2014 w Kozan) – turecki zapaśnik. Złoty medalista olimpijski z Rzymu.

## Kariera sportowa
Walczył w obu stylach. Zawody w 1960 były jego trzecimi igrzyskami olimpijskimi, triumfował w wadze półciężkiej w stylu wolnym. Brał udział w igrzyskach osiem i cztery lata wcześniej. W stylu wolnym w 1954 był wicemistrzem świata, w 1957 brązowym medalistą. W 1951 zwyciężył w igrzyskach śródziemnomorskich. W stylu klasycznym w 1962 sięgnął po brąz mistrzostw globu roku.